# Snowboard nos Jogos Olímpicos de Inverno de 2022 - Snowboard cross feminino
O snowboard cross feminino do snowboard nos Jogos Olímpicos de Inverno de 2022 foi disputado em 9 de fevereiro no Parque de Neve Genting, em Zhangjiakou.

## Medalhistas
| Ouro   | USA Lindsey Jacobellis |
| Prata  | FRA Chloé Trespeuch    |
| Bronze | CAN Meryeta O'Dine     |

## Resultados

### Qualificatória
| Pos. | Ordem | Atleta                          | País                | Descida 1 | Descida 2 | Melhor  |
| ---- | ----- | ------------------------------- | ------------------- | --------- | --------- | ------- |
| 1    | 4     | Michela Moioli                  | ITA Itália          | 1:22.19   | –         | 1:22.19 |
| 2    | 3     | Charlotte Bankes                | GBR Grã-Bretanha    | 1:22.72   | –         | 1:22.72 |
| 3    | 14    | Meryeta O'Dine                  | CAN Canadá          | 1:23.01   | –         | 1:23.01 |
| 4    | 1     | Stacy Gaskill                   | USA Estados Unidos  | 1:23.14   | –         | 1:23.14 |
| 5    | 6     | Lindsey Jacobellis              | USA Estados Unidos  | 1:23.44   | –         | 1:23.44 |
| 6    | 10    | Julia Pereira de Sousa Mabileau | FRA França          | 1:23.89   | –         | 1:23.89 |
| 7    | 5     | Faye Gulini                     | USA Estados Unidos  | 1:23.98   | –         | 1:23.98 |
| 8    | 7     | Chloé Trespeuch                 | FRA França          | 1:24.27   | –         | 1:24.27 |
| 9    | 8     | Pia Zerkhold                    | AUT Áustria         | 1:24.53   | –         | 1:24.53 |
| 10   | 16    | Kristina Paul                   | ROC                 | 1:24.76   | –         | 1:24.76 |
| 11   | 25    | Caterina Carpano                | ITA Itália          | 1:24.87   | –         | 1:24.87 |
| 12   | 15    | Manon Petit-Lenoir              | FRA França          | 1:24.96   | –         | 1:24.96 |
| 13   | 12    | Audrey McManiman                | CAN Canadá          | 1:24.98   | –         | 1:24.98 |
| 14   | 20    | Josie Baff                      | AUS Austrália       | 1:25.11   | –         | 1:25.11 |
| 15   | 22    | Sophie Hediger                  | SUI Suíça           | 1:25.14   | –         | 1:25.14 |
| 16   | 23    | Meghan Tierney                  | USA Estados Unidos  | 1:25.16   | –         | 1:25.16 |
| 17   | 17    | Lara Casanova                   | SUI Suíça           | 1:26.89   | 1:24.12   | 1:24.12 |
| 18   | 2     | Belle Brockhoff                 | AUS Austrália       | 1:25.72   | 1:24.72   | 1:24.72 |
| 19   | 29    | Aleksandra Parshina             | ROC                 | 1:27.16   | 1:24.76   | 1:24.76 |
| 20   | 26    | Jana Fischer                    | GER Alemanha        | 1:25.76   | 1:24.88   | 1:24.88 |
| 21   | 19    | Alexia Queyrel                  | FRA França          | 1:25.25   | 1:25.17   | 1:25.17 |
| 22   | 21    | Francesca Gallina               | ITA Itália          | 1:25.27   | 1:25.51   | 1:25.27 |
| 23   | 27    | Vendula Hopjáková               | CZE República Checa | 1:26.26   | 1:25.49   | 1:25.49 |
| 24   | 13    | Zoe Bergermann                  | CAN Canadá          | 1:28.68   | 1:25.84   | 1:25.84 |
| 25   | 24    | Mariya Vasiltsova               | ROC                 | 1:26.39   | 1:25.90   | 1:25.90 |
| 26   | 9     | Tess Critchlow                  | CAN Canadá          | 1:26.51   | 1:26.13   | 1:26.13 |
| 27   | 28    | Ekaterina Lokteva-Zagorskaia    | ROC                 | 1:26.22   | 1:26.41   | 1:26.22 |
| 28   | 18    | Sina Siegenthaler               | SUI Suíça           | 1:26.62   | 1:27.44   | 1:26.62 |
| 29   | 11    | Sofia Belingheri                | ITA Itália          | 1:27.81   | 1:33.48   | 1:27.81 |
| 30   | 32    | Feng He                         | CHN China           | 1:34.31   | 1:31.25   | 1:31.25 |
| 31   | 30    | Maeva Estévez                   | AND Andorra         | DNF       | DNS       | DNF     |
| 32   | 31    | Yuka Nakamura                   | JPN Japão           | DNS       | DNS       | DNS     |

#### Finais
Pequena final
| Pos. | Bib | Atleta                          | País               | Notas |
| ---- | --- | ------------------------------- | ------------------ | ----- |
| 5    | 6   | Julia Pereira de Sousa Mabileau | FRA França         |       |
| 6    | 26  | Tess Critchlow                  | CAN Canadá         |       |
| 7    | 4   | Stacy Gaskill                   | USA Estados Unidos |       |
| 8    | 1   | Michela Moioli                  | ITA Itália         | DNF   |

Grande final
| Pos. | Bib | Atleta             | País               | Notas |
| ---- | --- | ------------------ | ------------------ | ----- |
| 01 ! | 5   | Lindsey Jacobellis | USA Estados Unidos |       |
| 02 ! | 8   | Chloé Trespeuch    | FRA França         |       |
| 03 ! | 3   | Meryeta O'Dine     | CAN Canadá         |       |
| 4    | 18  | Belle Brockhoff    | AUS Austrália      |       |

Legenda
| Recorde mundial      | Recorde mundial (World record)               |                       | Recorde africano                      | Recorde africano (African) |                                           | Q | Classificado por posição (Qualified) |
| Recorde olímpico     | Recorde olímpico (Olympic record)            | Recorde da América    | Recorde da América (Americas)         | q                          | Classificado por melhor tempo (Qualified) |   |                                      |
| Melhor marca do ano  | Melhor marca do ano (World leading)          | Recorde asiático      | Recorde asiático (Asian)              | DNS                        | Não largou (Did not start)                |   |                                      |
| Recorde nacional     | Recorde nacional (National record)           | Recorde europeu       | Recorde europeu (European)            | DNF                        | Não terminou (Did not finish)             |   |                                      |
| Recorde pessoal      | Recorde pessoal do atleta (Personal best)    | Recorde da Oceania    | Recorde da Oceania (Oceania)          | DSQ / DQ                   | Desclassificado (Disqualified)            |   |                                      |
| Recorde da temporada | Recorde da temporada do atleta (Season best) | Recorde sul-americano | Recorde sul-americano (South America) | NM                         | Sem marca (No mark)                       |   |                                      |